# Annotáció
Az annotáció egy szöveg (dokumentum) rövid általános jellemzése, tartalmi kivonata a  könyvtár- és információtudomány, valamint a gyakorlati könyvtári munka nézőpontjából, amely a cím szavainak megismétlése nélkül körvonalazza a dokumentum fő témáját.

## A név eredete
A latin annotatio (feljegyzés, széljegyzet) szóból származik.

## Jellemzői
Annotációk elsősorban bibliográfiákban találhatók. Közeli rokonságban áll a referátum (elsősorban az indikatív referátum) műfajával. A referátum és az annotáció elkülönítésének leginkább egyértelmű ismérve az, hogy az annotáció jellemzően nem folyóiratcikkek, hanem könyvek tartalmát reprezentálja.